# Liste der Monuments historiques in Verneix
Die Liste der Monuments historiques in Verneix führt die Monuments historiques in der französischen Gemeinde Verneix auf.

## Liste der Objekte
| Bezeichnung                                           | Beschreibung                                                                            | Standort | Kennzeichnung | Schutzstatus | Datum | Bild |
| ----------------------------------------------------- | --------------------------------------------------------------------------------------- | -------- | ------------- | ------------ | ----- | ---- |
| Skulptur Madonna mit Kind (Fotos in der Base Palissy) | Stein, polychrom gefasst, erstes Viertel des 16. Jahrhunderts; in der Kirche St-Laurent | (Lage)   | PM03000556    | Classé       | 1958  |      |